# Skrętniczka purpurowa

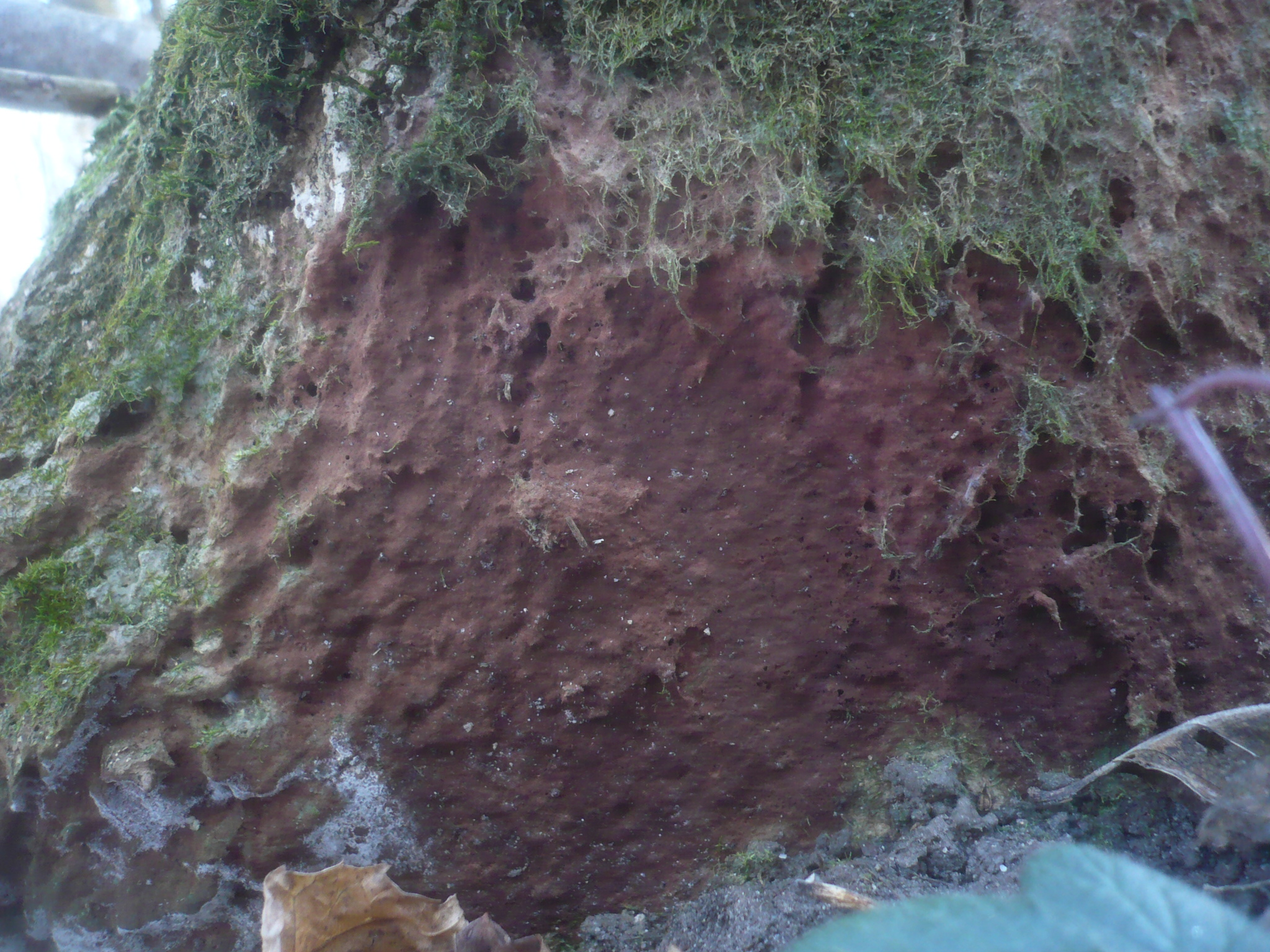
Skrętniczka purpurowa na pniu brzozy

Skrętniczka purpurowa (Helicobasidium purpureum (Tul.) Pat.) – gatunek podstawczaków. Grzyb pasożytniczy powodujący zgniliznę korzeni wielu gatunków roślin.

## Systematyka i nazewnictwo
Pozycja w klasyfikacji według Index Fungorum: Helicobasidium, Helicobasidiaceae, Helicobasidiales, Incertae sedis, Pucciniomycetes, Pucciniomycotina, Basidiomycota, Fungi.
Po raz pierwszy opisał go w 1865 r. Louis René Tulasne, nadając mu nazwę Hypochnus purpureus. Obecną, uznaną przez Index Fungorum nazwę nadał mu w 1885 r. Narcisse Théophile Patouillard.
Ma 27 synonimów. Niektóre z nich:
- Helicobasidium brebissonii (Desm.) Donk 1958
- Helicobasis purpureus (Tul.) Clem. & Shear 1931[2].

Nazwę polską zaproponował Władysław Wojewoda w 1977 r.

## Morfologia
Teleomorfa tworzy rozpostarty, błoniasty, fioletowy owocnik. Hymenium powstaje z rozległego subikulum o otwartej teksturze jako gęstsza, bardziej zwarta warstwa wznoszących się strzępek. Są dwujądrowe, mają średnicę 5-8 µm, ścianki cienkie do lekko pogrubionych, bez sprzążek, w hymenium są szkliste, w subhymenium i subikulum purpurowe do brązowawych. Pory przegrody proste. Podstawki rurkowate, zakrzywione, bocznie przedzielone, dzielące się na 2-4 segmenty. Sterygmy powstające bocznie z każdej komory. Bazydiospory podłużne do prawie kiełbaskowatych (Q = 1,5–2,4), o wymiarach 8–13 × 4,5–6 (–7,5) µm, z szerokim, tępym wierzchołkiem, kiełkujące przez porę rostkową.
Anamorfa dawniej opisywana była jako odrębny gatunek Thanatophytum crocarum (Pers.: Fr.) Nees 1816 lub Sclerotium crocorum Pers 1801. Wytwarza strukturę przypominającą owocnik, składającą się z purpurowych do brązowawych strzępek o szerokości 2,5–8 µm, z kordonami grzybni o średnicy do 1 mm. Sklerocja tworzą nabrzmiałe, grubościenne struktury zbudowane ze strzępek o szerokości do 30 µm.

## Występowanie i siedlisko
Znane jest występowanie skrętniczki purpurowej w Ameryce Północnej i Południowej, Europie, Azji, Afryce i na wielu wyspach. Według W. Wojewody prawdopodobnie w Polsce nie jest rzadka. W internetowym atlasie grzybów zaliczona jest jednak do gatunków rzadkich i podane są jej aktualne stanowiska w Polsce.
Występuje jako pasożyt na żywych korzeniach i łodygach, czasem na ziemi, zwalonym drewnie i gruzie. Zwykle jest pasożytem, ale czasami może żyć także jako saprotrof. U roślin uprawianych w Polsce powoduje fioletową zgniliznę buraka, rizoktoniozę marchwi, zgniliznę karp rabarbaru, zgorzel szparaga. Poraża także pasternak (Pastinaca sativa), brukiew (Brassica napus ssp. rapifera), rzepę (Brassica rapa), selery zwyczajne (Apium graveolens), ziemniaka (Solanum tuberosum). Dzikie rośliny, na których stwierdzono występowanie tego patogenu, to m.in.:  szczyr trwały (Mercurialis perennis), pokrzywa zwyczajna (Urtica dioica), gwiazdnica (Stellaria sp.), mlecz (Sonchus sp.), tasznik pospolity (Capsella bursa-pastoris), krwawnik pospolity (Achillea millefolium), modrak morski (Crambe maritimia).